# یواس‌اس اونیدا (۱۸۰۹)
یواس‌اس اونیدا (۱۸۰۹) (به انگلیسی: USS Oneida (1809)) یک کشتی بود. این کشتی در سال ۱۸۰۹ ساخته شد.